# Лусіана Телла
Лусіана Телла (порт. Luciana Tella; нар. 31 грудня 1969) — колишня бразильська тенісистка.
Найвищу одиночну позицію світового рейтингу — 154 місце досягла 6 березня 1995, парну — 155 місце — 23 травня 1988 року.
Здобула 7 одиночних та 14 парних титулів туру ITF.
Найвищим досягненням на турнірах Великого шолома було 2 коло в змішаному парному розряді.

## Фінали ITF
| турніри $25,000 |
| турніри $10,000 |

### Одиночний розряд: 15 (7–8)
| Результат | Ранг | Дата              | Турнір                       | Покриття | Суперниця          | Рахунок            |
| --------- | ---- | ----------------- | ---------------------------- | -------- | ------------------ | ------------------ |
| Поразка   | 1.   | 28 вересня 1986   | ITF Каракас, Венесуела       | Тверде   | Трейсі Блументрітт | 3–6, 6–4, 5–7      |
| Поразка   | 2.   | 6 грудня 1986     | ITF Ріо-де-Жанейро, Бразилія | Ґрунт    | Натача Маркуччі    | 4–6, 6–7           |
| Перемога  | 1.   | 7 вересня 1987    | ITF Богота, Колумбія         | Ґрунт    | Мішель Штребель    | 3–6, 6–4, 2–0 ret. |
| Поразка   | 3.   | 14 вересня 1987   | ITF Медельїн, Колумбія       | Ґрунт    | Андреа Віейра      | 1–6, 3–6           |
| Перемога  | 2.   | 18 вересня 1988   | ITF Медельїн, Колумбія       | Ґрунт    | Палома Коллантес   | 7–5, 6–1           |
| Перемога  | 3.   | 26 вересня 1988   | ITF Богота, Колумбія         | Ґрунт    | Карін Пташек       | 6–4, 4–6, 6–2      |
| Поразка   | 4.   | 15 травня 1989    | ITF Яффа, Ізраїль            | Тверде   | Петра Торен        | 5–7, 2–6           |
| Поразка   | 5.   | 1 червня 1992     | ITF Бриндізі, Італія         | Ґрунт    | Флора Перфетті     | 5–7, 3–6           |
| Перемога  | 4.   | 10 травня 1993    | ITF Сан-Луїс-Потосі, Мексика | Ґрунт    | Сандра Качіч       | 6–4, 6–3           |
| Поразка   | 6.   | 16 травня 1993    | ITF Леон, Мексика            | Ґрунт    | Сандра Качіч       | 4–6, 7–5, 1–6      |
| Перемога  | 5.   | 9 жовтня 1994     | ITF Ла-Пас, Болівія          | Ґрунт    | Карла Родрігес     | 6–0, 6–1           |
| Поразка   | 7.   | 30 жовтня 1994    | ITF Сан-Паулу, Бразилія      | Ґрунт    | Андреа Віейра      | 1–6, 4–6           |
| Поразка   | 8.   | 21 листопада 1994 | ITF Ла-Плата, Аргентина      | Ґрунт    | Леа Жирарді        | 5–7, 1–6           |
| Перемога  | 6.   | 28 листопада 1994 | ITF Сан-Паулу, Бразилія      | Тверде   | Еуженія Мая        | 6–3, 6–2           |
| Перемога  | 7.   | 19 лютого 1995    | ITF Богота, Колумбія         | Ґрунт    | Міріам Д'Агостіні  | 6–3, 7–6(5)        |

### Парний розряд: 24 (14–10)
| Результат | Ранг | Дата              | Турнір                       | Покриття | Партнерка          | Суперниці                            | Рахунок          |
| --------- | ---- | ----------------- | ---------------------------- | -------- | ------------------ | ------------------------------------ | ---------------- |
| Поразка   | 1.   | 6 грудня 1986     | ITF Ріо-де-Жанейро, Бразилія | Ґрунт    | Клаудія Телла      | Жизеле Фаріа Адріана Флоріду         | 6–4, 6–7, 2–6    |
| Перемога  | 1.   | 7 вересня 1987    | ITF Богота, Колумбія         | Ґрунт    | Андреа Віейра      | Кароліна Еспіноса Макарена Міранда   | 7–5, 7–5         |
| Перемога  | 2.   | 14 вересня 1987   | ITF Медельїн, Колумбія       | Ґрунт    | Андреа Віейра      | Макарена Міранда Андреа Тьєцці       | 4–6, 7–5, 6–3    |
| Перемога  | 3.   | 21 вересня 1987   | ITF Ліма, Перу               | Ґрунт    | Андреа Віейра      | Макарена Міранда Андреа Тьєцці       | 7–6, 6–3         |
| Перемога  | 4.   | 21 березня 1988   | Реймс, Франція               | Ґрунт    | Андреа Віейра      | Габі Кастро Ана Сегура               | 6–3, 5–7, 6–2    |
| Поразка   | 2.   | 18 квітня 1988    | Реджо-нель-Емілія, Італія    | Ґрунт    | Мішель Штребель    | Геллас тер Рієт Дженніфер Ф'юкс      | 0–6, 4–6         |
| Перемога  | 5.   | 25 вересня 1988   | Медельїн, Колумбія           | Ґрунт    | Жизеле Фаріа       | Генрієтте К'єр Нільсен Аня Міхайлофф | 0–6, 6–4, 6–3    |
| Перемога  | 6.   | 2 жовтня 1988     | Богота, Колумбія             | Ґрунт    | Жизеле Фаріа       | Палома Коллантес Алесандра Каул      | 1–6, 6–3, 6–1    |
| Поразка   | 3.   | 15 травня 1989    | Яффа, Ізраїль                | Тверде   | Анне Аалонен       | Ілана Бергер Марія Хосе Льорка       | 3–6, 2–6         |
| Поразка   | 4.   | 3 липня 1989      | Штутгарт, Західна Німеччина  | Ґрунт    | Андреа Тьєцці      | Анушка Попп Река Сіксаї              | 5–7, 4–6         |
| Поразка   | 5.   | 4 грудня 1989     | Сан-Паулу, Бразилія          | Ґрунт    | Андреа Віейра      | Анне Аалонен Сімоне Шилдер           | 5–7, 4–6         |
| Поразка   | 6.   | 13 серпня 1990    | Бразиліа, Бразилія           | Ґрунт    | Андреа Віейра      | Софі Альбінус Саманта Сміт           | 6–7(2), 6–4, 3–6 |
| Перемога  | 7.   | 12 листопада 1990 | Порту-Алегрі, Бразилія       | Ґрунт    | Клаудія Чабалгойті | Енн Гросбек Ліхіні Веерасурія        | 6–1, 6–1         |
| Поразка   | 7.   | 21 червня 1992    | Мілан, Італія                | Ґрунт    | Андреа Віейра      | Нагацука Кьоко Йокоборі Мікі         | 6–3, 1–6, 3–6    |
| Поразка   | 8.   | 19 вересня 1994   | Гуаякіль, Еквадор            | Ґрунт    | Ванесса Менга      | Паула Кабесас Емілі Вікейра          | 4–6, 4–6         |
| Перемога  | 8.   | 26 вересня 1994   | ITF Ліма, Перу               | Ґрунт    | Ванесса Менга      | Лаура Аррая Марія Еухенія Рохас      | 6–4, 6–3         |
| Перемога  | 9.   | 30 жовтня 1994    | ITF Сан-Паулу, Бразилія      | Ґрунт    | Андреа Віейра      | Міріам Д'Агостіні Ванесса Менга      | 4–6, 6–3, 6–1    |
| Перемога  | 10.  | 28 листопада 1994 | ITF Сан-Паулу, Бразилія      | Ґрунт    | Ванесса Менга      | Карміна Хіральдо Паула Уманья        | 6–2, 6–3         |
| Поразка   | 9.   | 20 листопада 1995 | ITF Сан-Паулу, Бразилія      | Ґрунт    | Еуженія Маїя       | Ванесса Менга Андреа Віейра          | 6–7(3), 3–6      |
| Перемога  | 11.  | 4 грудня 1995     | ITF Сан-Паулу, Бразилія      | Тверде   | Ванесса Менга      | Нанні де Вільєрс Каталін Мароші      | 6–3, 6–2         |
| Перемога  | 12.  | 1 липня 1996      | ITF Сантус, Бразилія         | Ґрунт    | Андреа Віейра      | Ванесса Менга Джоелл Шад             | 3–6, 6–1, 6–3    |
| Поразка   | 10.  | 8 липня 1996      | ITF Сан-Паулу, Бразилія      | Ґрунт    | Рената Діес        | Ванесса Менга Джоелл Шад             | 7–6(6), 3–6, 2–6 |
| Перемога  | 13.  | 1 грудня 1996     | ITF Сан-Паулу, Бразилія      | Ґрунт    | Лаура Монтальво    | Міріам Д'Агостіні Андреа Віейра      | 6–3, 6–4         |
| Перемога  | 14.  | 8 грудня 1996     | ITF Сан-Паулу, Бразилія      | Ґрунт    | Лаура Монтальво    | С'юзі Старретт Пейдж Ярошук          | 2–6, 6–3, 7–5    |